# Jui
Pour les articles homonymes, voir JUI.
Jui  est un village du Cameroun situé dans le département du Donga-Mantung et la Région du Nord-Ouest, à proximité de la frontière avec le Nigeria. Il fait partie de la commune de Nwa.

## Population
En 1970, Jui comptait 250 habitants, principalement Mfumte.
Lors du recensement de 2005, 279 habitants y ont été dénombrés, dont 120 hommes et 159 femmes, répartis dans les quartiers de Mbwafe, Mafe, Toulo, Mafo, Magiar, Mbula, Bwafar, Buere, Bwenvu, Buezshue et Buefia.
Selon le Plan de Développement Communal de Nwa, qui a utilisé le recensement de 1987 pour estimer la population du village en 2011, 2 859 personnes habiteraient à Jui. 
C'est l'une des 16 localités où l'on parle le mfumte, une langue des Grassfields.
Pendant l'été de 2011, moment où les données ont été récoltées, 141 personnes vulnérables habitaient à Jui. Celles-ci n'ont accès à aucune ressource sociale vu que des programmes d'aide n'existent pas. 

## Agriculture et élevage
L'agriculture est importante à Jui. Parmi les plantes cultivées, on trouve du maïs, des plantains, des bananes, du sorgho, des fèves, du soya, du manioc, des pommes de terre, du taro, des palmiers à huile, des papayes et des oranges.
L'élevage est peu développé à Jui. Cependant, partout dans la commune, on élève des chèvres, des moutons, des porcs, des cochons d'Inde, des poules et des lapins.

## Éducation
GS Jui est la seule école de Jui. 62 enfants étudiaient dans cette école primaire publique pendant l'été 2011 (moment où les données ont été récoltées), tandis que deux fonctionnaires y travaillaient. Deux table-bancs formaient les seuls équipements de salle de classe de cette école fondée en 2004. Les six bâtiments de l'école sont en mauvais état. on y trouve un point d'eau, et une association parents-enseignants existe.

## Santé
Il n'y a pas de centre de santé à Jui.

## Eau et ressources énergétiques
Il y a une source d'eau potable sanitaire à Jui, qui a été financée par une mission baptiste. Elle récolte de l'eau de source. On peut accéder à l'eau filtrée grâce à trois robinets. Par contre, celui-ci ne permet pas de fournir tout le village en eau, donc certains habitants doivent s'approvisionner à des points d'eau qui pourraient contenir des pathogènes et autres produits nocifs pour la santé.
Jui, comme tous les autres villages de la commune de Nwa, n'est pas électrifié.

## Commerce
Il n'y a pas de marché à Jui.

## Transports
Jui est connecté à une route rurale. Par contre, celle-ci est en très mauvais état. En effet, aucune route dans la commune de Nwa est pavée, et elles sont d'habitude uniquement accessible par des véhicules tout-terrains, même pendant la saison sèche.

## Travaux publics et développements futurs
Selon le Plan de Développement Communal du Conseil de Nwa, écrit dans l'optique de faire du Cameroun une économie émergente en 2035, on prévoit la complétion des projets suivants à Jui :
- étendre le système d'approvisionnement en eau pour qu'il couvre tous les quartiers ;
- fournir 32 bancs à GS Jui ;
- créer des bourses pour les enfants de parents pauvres ;
- construire un marché ;
- construire un centre communautaire ;
- construire un pont sur la rivière Shwie sur la route entre Bang et Jui ;
- créer trois pépinières de 4 500 plants chacune (une d'acajou, une d'iroko et une de palmier à huile amélioré).